# Ivanoe Bonomi
Ivànoe Bonomi (Mantova, 18 ottobre 1873 – Roma, 20 aprile 1951) è stato un avvocato, giornalista e politico italiano.

## Biografia
Nato nel 1873, dopo il sostanziale completamento dell'Unità d'Italia, appartenne alla cosiddetta seconda generazione degli uomini politici della giovane nazione italiana, quelli che non avevano partecipato alle lotte armate del Risorgimento. Fin dal 1893 si iscrisse al Partito Socialista dei Lavoratori Italiani, di cui divenne uno dei membri di spicco. Si laureò nel 1896 in scienze naturali e successivamente nel 1900 in giurisprudenza. Frattanto si era dedicato all'insegnamento, che abbandonò nel 1898 per occuparsi di giornalismo socialista, collaborando con i giornali socialisti Avanti!, Critica Sociale, Tempo e Azione Socialista. La sua attività istituzionale ebbe inizio con l'elezione nel Consiglio comunale di Mantova tra il 1899 e il 1902, proseguendo successivamente nel Consiglio provinciale di Mantova nel 1904-1905, nel 1907-1910 e nel 1914-1920.
Bonomi fu eletto nel 1909 come deputato nelle file socialiste, ma venne espulso dal partito nel congresso di Reggio Emilia del luglio 1912, che vide il successo della corrente massimalista rivoluzionaria, per il suo parziale appoggio alla guerra di Libia, intrapresa dal quarto governo Giolitti. Bonomi aveva affermato che una delle soluzioni possibili all'emigrazione degli italiani in quegli anni verso l'America e l'Europa settentrionale poteva essere l'occupazione di nuovi territori per indirizzarvi gli emigranti. In realtà, lo spunto per l'espulsione dal partito furono le felicitazioni di Bonomi, Leonida Bissolati e Angiolo Cabrini a Vittorio Emanuele III per lo scampato attentato del 14 marzo 1912. Così, assieme a Bissolati, Cabrini e altri dissenzienti del Partito Socialista Italiano, Bonomi decise di fondare il Partito Socialista Riformista Italiano (PSRI), con il quale appoggiò i governi giolittiani.
Durante la prima guerra mondiale (1914-1918) sostenne l'interventismo democratico, recandosi anche volontario al fronte. Dopo che il 12 dicembre 1915 il PSRI di Leonida Bissolati aveva votato la fiducia al governo Salandra, Bonomi divenne ministro dei lavori pubblici nei Governi Boselli e Orlando dal 1916 al 1919, ministro della guerra dal 14 marzo 1920 al 21 maggio 1920 (Governo Nitti I) e di nuovo dal 15 giugno 1920 al 2 aprile 1921 (Governo Giolitti V), ministro del tesoro dal 2 aprile 1921 al 4 luglio 1921 (Governo Giolitti V), Presidente del Consiglio tra il 4 luglio 1921 e il 26 febbraio 1922, e ad interim ministro dell'interno e ministro degli affari esteri.
Fece parte della Massoneria, raggiunse il 33º grado del Rito scozzese antico ed accettato e fu membro del Supremo Consiglio della Gran Loggia d'Italia nel triennio 1924-26.
Da Presidente fu molto acquiescente verso le formazioni paramilitari fasciste, o perlomeno non mostrò fermezza nella loro dispersione, tenendo peraltro una condotta repressiva nei confronti delle formazioni di difesa antifasciste, tra cui gli Arditi del Popolo. Durante il periodo del suo governo, inoltre, il 2 agosto 1921 ordinò la soppressione del corpo dei bersaglieri, che durante la prima guerra mondiale avevano subito perdite ingenti. Appoggiò in seguito il governo guidato da Luigi Facta e votò la fiducia al governo Mussolini.
Nel 1924 si candidò nuovamente come deputato, ma venne sconfitto dal candidato del listone Mussolini: subito dopo l'esito elettorale scampò ad un'azione punitiva fascista durante un discorso programmato all'hotel Commercio di Milano, grazie all'intermediazione di Luigi Gasparotto con Aldo Finzi e Cesare Rossi. Nel novembre del 1924 aderì all'Unione Nazionale di Giovanni Amendola. 
Con l'instaurazione della dittatura fascista (1925), tuttavia, si ritirò a vita privata, dedicandosi agli studi storici.

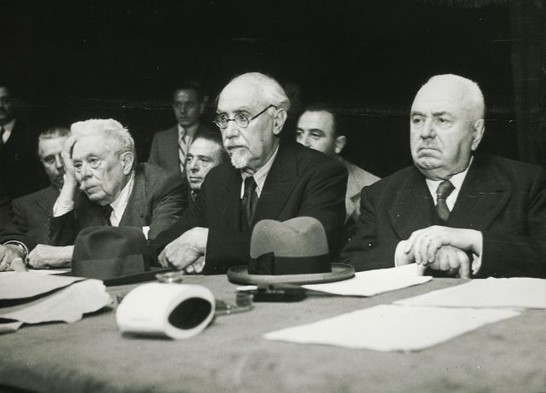
Da sinistra: Vittorio Emanuele Orlando, Ivanoe Bonomi e Francesco Saverio Nitti durante le sedute dell'Assemblea Costituente (Italia), 1946

Nel 1942 svolse il ruolo di anello di congiunzione tra i Savoia e il maresciallo Pietro Badoglio: a settembre 1942 fondò, con altri liberali, il giornale clandestino Ricostruzione, e nel luglio 1943 aderì al rinnovato Partito Liberale. Dopo la caduta del fascismo e l'invasione alleata divenne presidente del Comitato di Liberazione Nazionale (CLN); fondò successivamente il Partito Democratico del Lavoro, di ispirazione democratica e riformista; in seguito alla caduta del secondo governo Badoglio, ottenne il 9 giugno 1944 l'incarico di formare un nuovo governo: il 18 giugno così si insediò a Salerno il Governo Bonomi I. Il governo rimase in carica fino all' 11 dicembre, giorno in cui Bonomi rassegnò le dimissioni a causa delle divergenze interne ai partiti della coalizione.
A causa del veto alleato alla creazione di un altro governo, l'incarico venne confermato a Bonomi, che il 12 dicembre 1944 formò il Governo Bonomi II (nell'occasione ottenne l'appoggio di DC, PCI, PLI, PDL) che durò fino al 20 giugno 1945, giorno in cui Bonomi diede ancora le dimissioni, dopo la liberazione del Nord Italia, per spianare la strada alla creazione di un governo democratico. Durante i suoi governi risolse energicamente il problema dell'arruolamento delle cinque divisioni italiane di supporto agli alleati nella conquista del Nord. Dal 1947 partecipò alle conferenze di pace come delegato dell'Italia. Nel frattempo, assunse la presidenza del Partito Socialista Democratico Italiano (PSDI), che mantenne fino alla morte.
L'8 maggio 1948 venne eletto primo Presidente del Senato della Repubblica, carica che mantenne fino alla morte, avvenuta nell'appartamento presidenziale di palazzo Giustiniani a Roma, il 20 aprile 1951, all'età di settantasette anni. Il funerale avvenne con rito religioso cattolico, anche se Bonomi non era praticante. È sepolto nel cimitero di Volta Mantovana.

## Opere
- Sulla azione del partito nelle amministrazioni locali, Modena, Tipografia degli operai, 1900.
- L'azione politica del Partito Socialista e i suoi rapporti con l'azione parlamentare, Imola, Cooperativa Tipografica Editrice, 1902.
- Ordine del giorno sull'azione politica parlamentare, Imola, Cooperativa Tipografica Editrice, 1902.
- La finanza locale e i suoi problemi, Milano, Sandron, 1903.
- Questioni urgenti. Il movimento di resistenza dei contadini, gli scioperi agrarii e il loro avvenire, i lavoratori dei servizi pubblici, Genova, Libreria Moderna, 1903.
- La riforma tributaria, Imola, Coop. Tipografica Editrice P. Galeati, 1904.
- Le vie nuove del socialismo, Milano, Sandron, 1907.
- Agli operai organizzati. Considerazioni sulla cassa mutua cooperativa italiana per le pensioni di Torino, Modena, Cooperativa Tipografica, 1908.
- Azione dei socialisti nei comuni. Conclusioni del relatore Ivanoe Bonomi, Roma, Tip. Popolare, 1908.
- La riforma tributaria, Roma, Coop. Tipografica Avanti, 1910.
- Le entrate e le spese dei comuni e delle provincie, Milano, Federazione Italiana delle Biblioteche Popolari, 1914.
- Il primo amore di Ippolito Nievo, in «Atti e Memorie della Accademia Virgiliana di Mantova», vol. XXVI, 1943.
- Diario di un anno (2 giugno 1943 - 10 giugno 1944), Milano, Garzanti, 1947.
- La politica italiana dopo Vittorio Veneto, Collana Saggi n.166, Torino, Einaudi, 1953.